# Lucien Hérard
Pour les articles homonymes, voir Hérard.
 (mai 2020).
Lucien Hérard, né le 18 octobre 1898 et mort le 4 novembre 1993, est un enseignant, journaliste et militant marxiste français.

## Biographie
Lucien Hérard devient professeur en 1921 à Besançon. Il adhère la même année à la SFIC-Parti Communiste, et devient secrétaire de la fédération du Doubs. En raison de son opposition à la direction, il est exclu en 1927. Il est actif au sein du syndicalisme enseignant.
Il adhère à la SFIO-Parti Socialiste en 1934, et crée le bulletin L'Effort socialiste et syndicaliste. Il rejoint la tendance Gauche Révolutionnaire lors de sa fondation en 1935. En 1936, il devient membre de la Commission Administrative Permanente de la SFIO au titre de la GR. 
Lorsque la GR est exclue de la SFIO en juin 1938, il participe à la formation du Parti socialiste ouvrier et paysan créé par les ex-GR. Il assiste de nombreux réfugiés espagnols, notamment du POUM. 
Pendant la guerre, il est arrêté pour avoir sauvé des juifs. Il est libéré à l'été 1944. Il retourne à la SFIO après la guerre. Ensuite, il s'investit dans la valorisation de la culture bourguignonne, et devient un acteur majeur de la vie culturelle dijonnaise des années 1970. 
Lucien Hérard est l'un des trois témoins avec Jules Fourrier et Adrien Langumier du documentaire de Mosco : Debout les damnés (1991). 